# Columbus and Greenville Railway (1923)
Die von 1923 bis 1972 bestehende Columbus and Greenville Railway (C&G) war eine Class-III-Bahngesellschaft, die im Norden des US-Bundesstaats Mississippi die rund 270 km lange, in Ost-West-Richtung verlaufende Bahnstrecke Columbus–Greenville von Columbus nach Greenville am Mississippi River betrieb. Das Unternehmen wurde 1972 durch die Illinois Central Gulf Railroad übernommen, die die Strecke aber bereits drei Jahre später an eine neu gegründete, wiederum Columbus and Greenville Railway benannte Gesellschaft abgab.

## Geschichte
Columbus und Greenville waren auf dem Schienenweg 1889 durch die Georgia Pacific Railway verbunden worden, die eine rund 735 km lange Bahnstrecke von Atlanta bis Greenville errichtet hatte. 1894 wurde die Georgia Pacific gemeinsam mit anderen Bahngesellschaften in der neu gegründeten Southern Railway zusammengefasst. Da der Bundesstaat Mississippi gesetzlich festgeschrieben hatte, dass im Staat tätige Bahnbetreiber auch dort ansässig zu sein hatten, wurde der Streckenabschnitt von der Grenze zwischen den Bundesstaaten Alabama und Mississippi östlich von Columbus bis nach Greenville jedoch zum 31. August 1894 nicht direkt der Southern mit Sitz in Washington, D.C. zugeteilt, sondern deren Tochtergesellschaft Southern Railway Company in Mississippi. Das etwa 12 km lange Stück von der Staatsgrenze bis Columbus wurde allerdings dennoch durch die Muttergesellschaft betrieben.
Im Gegensatz zum östlichen Teil der früheren Georgia Pacific-Infrastruktur diente die am Mississippi endende Strecke Columbus–Greenville nur dem lokalen Verkehr. In der kaum industrialisierten Region konkurrierte die Southern dabei mit mehreren anderen Bahngesellschaften, die allerdings überwiegend Nord-Süd-Verbindungen betrieben. Die Southern-Tochtergesellschaft in Mississippi war daher nie ein besonders prosperierendes Unternehmen und gelangte etwa 25 Jahre nach ihrer Gründung in wirtschaftliche Schwierigkeiten. Am 6. November 1920 wurde die Southern Railway Company in Mississippi in Columbus and Greenville Railroad umbenannt und meldete unter diesem Namen noch im selben Monat Insolvenz an. Der Betrieb wurde unter Insolvenzverwaltung fortgeführt; zum Verwalter wurde der Anwalt Adam Tonquin Stovall bestellt. Für zwei Nebenstrecken, von Stoneville bei Greenville südwärts nach Percy bei Hollandale sowie von Itta Bena nordwärts nach Webb, wurde die Stilllegung beantragt und 1922 genehmigt.
Zum 6. August 1923 wurden die Immobilien und Sachgüter der Bahngesellschaft im Rahmen der Liquidation an die neu gegründete Columbus and Greenville Railway verkauft, die im Sommer 1924 die Betriebsführung übernahm. Eigentümer der Firma waren lokale Unternehmer unter Beteiligung der Familie Stovall. Präsident des Unternehmens wurde Adam Tonquin Stovall. Der Bahnbetrieb der neuen C&G erwies sich nun als finanziell tragfähig, allerdings unter Einsatz einfacher Mittel wie gebrauchten Fahrzeugen und gebrauchtem Oberbaumaterial. Adam Stovall starb 1939; seine Position übernahm sein Sohn Robert Clark Stovall.
Zunehmende Konkurrenz durch den Straßenverkehr führte ab den 1930er-Jahren zu rückläufigen Passagierzahlen. 1948 wurde das Personenzugpaar The Deltan aufgegeben, im Folgejahr auch die Fahrgastbeförderung im verbliebenen, gemischt geführten Lokalzugpaar, die zuletzt von 640 Personen im Jahr genutzt wurde. Im Frachtverkehr wurde zur selben Zeit ein Jahresaufkommen von etwa einer Million Tonnen Güter und eine Transportleistung von etwa 98 Millionen Tonnenkilometern verzeichnet.
Die C&G-Strecke wurde an neun Stellen durch grob in Nord-Süd-Richtung führende Bahnstrecken der Illinois Central Railroad (IC) oder der Gulf, Mobile and Ohio Railroad (GM&O) gekreuzt, wobei die IC-Strecken überwiegend im Westen und die GM&O-Strecken ausschließlich im Osten querten. Am jeweils anderen Ende der C&G-Strecke ver-/entladene Güter von einer der beiden Bahngesellschaften legten somit einen vergleichsweise langen Weg auf der C&G-Infrastruktur zurück. Als IC und GM&O 1968 ankündigten, sich zusammenschließen zu wollen, befürchtete die C&G daher signifikante Frachtverluste und bemühte sich um Aufnahme in das entstehende Gemeinschaftsunternehmen. Die Interstate Commerce Commission machte IC und GM&O daher als Bedingung für die Zustimmung zur Fusion die Auflage, der C&G (und mehreren anderen kleineren Bahngesellschaften in ähnlicher Situation) ein Übernahmeangebot zu unterbreiten. Die Eigentümer der C&G gingen bereitwillig auf das folgende 5 Millionen Dollar-Kaufangebot ein. Am 29. September 1972 wurde die C&G somit in die aus IC und GM&O entstandene Illinois Central Gulf Railroad (ICG) übernommen.
Kurz nach der Fusion begann die ICG, durch den Zusammenschluss duplizierte oder schwach genutzte Infrastruktur abzugeben. Auch die C&G-Strecke fiel in diese Kategorie und wurde zum 30. Oktober 1975 an ein im Vorjahr neu gegründetes Unternehmen übergeben, das wiederum den Namen Columbus and Greenville Railway wählte.

## Infrastruktur
Die C&G besaß eine grundsätzlich in Ost-West-Richtung verlaufende Strecke von der Grenze zwischen den Bundesstaaten Alabama und Mississippi östlich von Columbus bis Greenville am Mississippi River. Die zwölf Kilometer von der Staatsgrenze bis Columbus waren stets an die Southern Railway vermietet und wurden von dieser betrieben. Der selbst betriebene und unterhaltene Abschnitt von Columbus westwärts war rund 270 km (168 Meilen) lang. Neben den beiden Endpunkten waren West Point, Winona, Greenwood und Indianola die größten Orte an der Strecke.
An zahlreichen Orten bestand Übergang zu weiteren, überwiegend eher in Nord-Süd-Richtung verlaufenden Bahnstrecken anderer Bahngesellschaften:
- Columbus: Southern Railway; St. Louis–San Francisco Railway; Mobile and Ohio Railroad (M&O), ab 1940 Gulf, Mobile and Ohio Railroad (GM&O)
- West Point (Streckenkilometer 29): M&O, ab 1940 GM&O; Illinois Central Railroad (IC)
- Mathiston (Streckenkilometer 75): Gulf, Mobile and Northern Railroad (GMN), ab 1940 GM&O
- Winona (Streckenkilometer 136): IC
- Greenwood (Streckenkilometer 181): IC
- Moorhead (Streckenkilometer 214): IC
- Elizabeth (Streckenkilometer 251): IC
- Stoneville (Streckenkilometer 255): IC
- Greenville (Streckenkilometer 270): IC

Die C&G vermarktete ihre Verbindung daher als unparalleled from the Delta to the hills (etwa beispiellos vom Mississippi-Delta zu den Hügeln, wörtlich aber ohne Parallele), da die nächsten durchgehenden Ost-West-Verbindungen erst auf Höhe von Memphis bzw. Jackson lagen.

## Verkehr
Im Personenverkehr umfasste der Fahrplan der C&G in nahezu allen Jahren zwei täglich über die Gesamtstrecke geführte Zugpaare, die Columbus bzw. Greenville morgens und mittags verließen. Bis in die späten 1930er-Jahre wurde zwischen Winona und Greenville zudem ein drittes Zugpaar angeboten, das Greenville am früheren Vormittag erreichte und am frühen Abend wieder verließ. Die mittags in Columbus endenden bzw. startenden Züge trugen den Namen The Deltan. Sie hatten direkten Anschluss an das tägliche Personenzugpaar der Southern Railway von Columbus nach Birmingham (Alabama) und zurück. Dieses Angebot wurde 1948 eingestellt, der gesamte Personenverkehr im folgenden Jahr.
Für den Güterverkehr waren meist ebenfalls zwei tagsüber über die gesamte Strecke verkehrende Zugpaare vorgesehen. Insbesondere nach Einstellung des Personenverkehrs wurden die Fahrpläne aber flexibel ausgelegt. Kurz vor der Übernahme durch die ICG verkehrte 1971/1972 zwischen Columbus und Greenwood meist ein durchgehendes Güterzugpaar, das beide Endpunkte am frühen Abend verließ und – bedingt durch den schlechten Streckenzustand – etwa zwölf Stunden für die etwa 180 km benötigte. Zwischen Greenwood und Greenville wurde tagsüber gefahren.
Zu den Frachtkunden der C&G zählten mehrere Baumwollsamenölmühlen, etwa in Greenwood, Stahlbaubetriebe in Columbus und Greenville sowie der Hafen in Greenville.

## Fahrzeuge
Bei Betriebsaufnahme standen der C&G diverse gebraucht von der Southern Railway of Mississippi übernommene Dampflokomotiven zur Verfügung, überwiegend durch die Baldwin Locomotive Works gebaute Fahrzeuge der Typen 2-8-0, 4-6-0 und 2-8-2. Zum 1. Oktober 1923 übernahm die C&G ferner etwa 20 durch die Rogers Locomotive and Machine Works gebaute 4-6-0 von der Mobile and Ohio Railroad. Viele der Dampflokomotiven wurden bereits Ende der 1930er-Jahre abgestellt, die übrigen mit der Umstellung auf Dieseltraktion. Die letzte Dampflokomotive, eine Baldwin 4-6-0 mit der Betriebsnummer 304, wurde am 25. Januar 1952 außer Betrieb genommen.
Zur Kosteneinsparung im Personenverkehr beschaffte die C&G 1925 einen und 1928 zwei weitere Dieseltriebwagen bei der J. G. Brill Company. Für jeden Doodlebug-Motorwagen stand auch ein passender Beiwagen zur Verfügung. Während der erste Triebwagen bereits 1931 an die Louisiana & North West Railroad verkauft wurde, wurde mit den anderen beiden Fahrzeugen bis zur Einstellung des Personenverkehrs ein Großteil der Reisezüge mit Ausnahme des mit Lokomotiven geführten Deltan-Zugpaar gebildet.

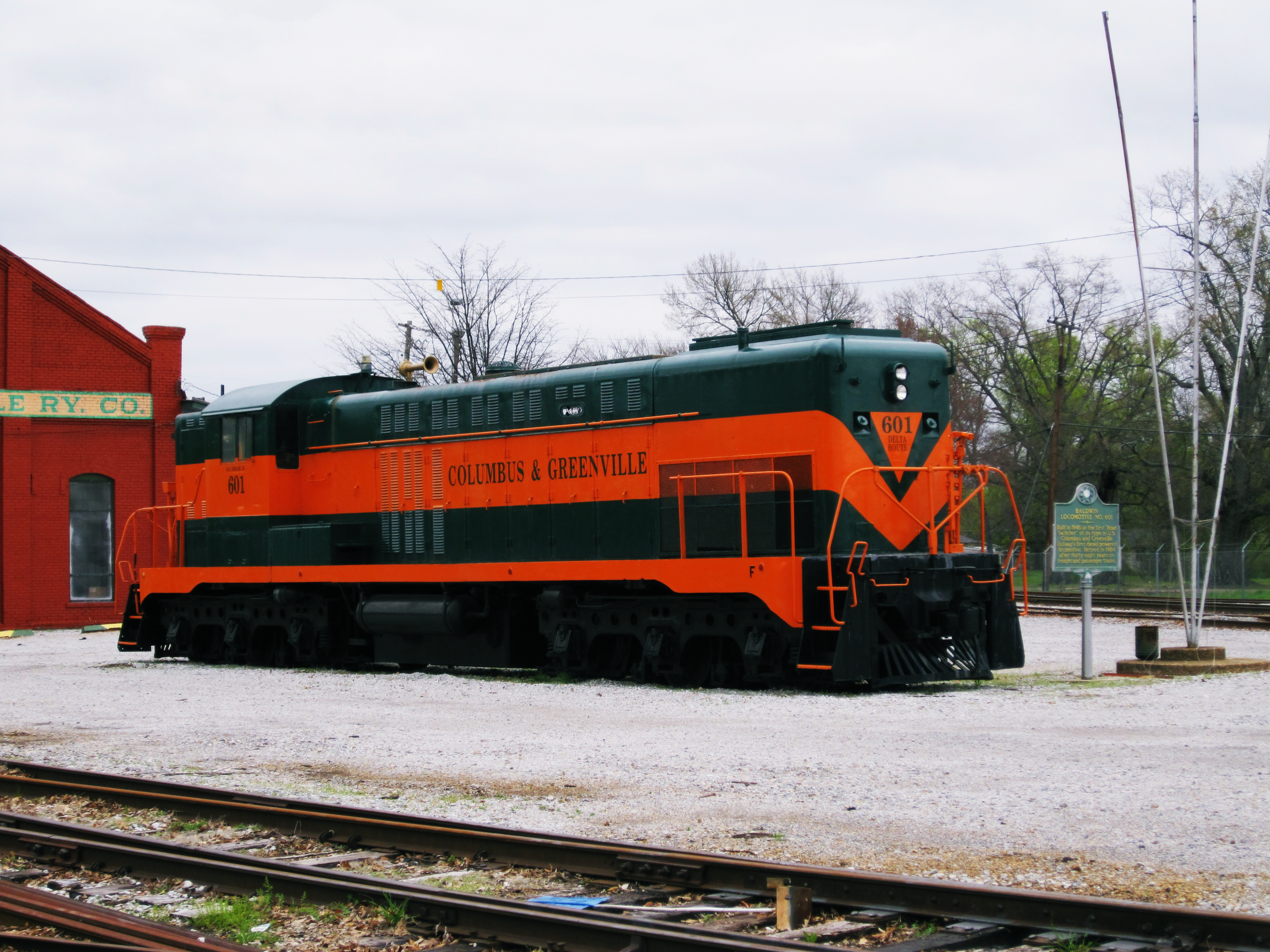
Baldwin DRS-6-4-1500-Diesellokomotive Nummer #601 der Columbus and Greenville Railway

1946 und 1947 erhielt die C&G in Form von fünf DRS-6-4-1500 der Baldwin Locomotive Works ihre ersten Diesellokomotiven, denen 1951 eine Baldwin AS-416-Maschine folgte. Neben zwei 1965 erworbenen EMD SD28 waren dies die einzigen fabrikneu durch die C&G beschafften Diesellokomotiven. Die C&G besaß zudem zwei 1948 gebraucht von der US Army übernommene, 1944 gebaute 65-DE-19-Diesellokomotiven des Herstellers Whitcomb Locomotive Works, die für Rangierdienste und leichte Güterzüge verwendet wurden. 1971 übernahm die C&G drei EMD SW1 der Illinois Central, die die Whitcomb-Maschinen ersetzten. 1972 erwarb die C&G vier weitere SW1, um die nach einem Bahnübergangsunfall ausgefallenen SD28 zu vertreten.
Die C&G besaß zudem zu jeder Zeit mehrere hundert Güterwagen, vor allem Boxcars.
Zur Wartung der Fahrzeuge stand der C&G in Columbus das 1908 von der Southern Railway in Mississippi in Betrieb genommene Bahnbetriebswerk mit Ringschuppen zur Verfügung.